# پارک ملی تاریخی تراکای
پارک ملی تاریخی تراکای (لیتوانیایی: Trakų istorinis nacionalinis parkas) پارک ملی در لیتوانی است. در سال ۱۹۹۲ این پارک ملی تعیین شد تا شهر تاریخی تراکای و جنگل‌ها و دریاچه‌ها و روستاهای اطراف آن در ۲۵ کیلومتری غرب ویلنیوس را احاطه کند. این پارک رده‌بندی II آی‌یوسی‌ان را دارد. این مکان تنها پارک ملی تاریخی در اروپا است.
این پارک در فهرست آزمایشی یونسکو گنجانده شده است.

لوگوی پارک ملی تاریخی تراکای